# Дік Рот
Дік Рот (англ. Dick Roth, 26 вересня 1947) — американський плавець.
Олімпійський чемпіон 1964 року.
Переможець літньої Універсіади 1965 року.